# Neosybra ropicoides
Neosybra ropicoides är en skalbaggsart som beskrevs av Stefan von Breuning 1939. Neosybra ropicoides ingår i släktet Neosybra och familjen långhorningar.
Artens utbredningsområde är Sri Lanka. Inga underarter finns listade i Catalogue of Life.